# Kurty
Il Kurty (in kazako Күрті?; in russo Курты?) è un affluente di sinistra dell'Ili che scorre nella regione di Almaty in Kazakistan.
Nasce a nord di Uzynagash dalla confluenza tra i fiumi Aqsenggir e Schirenaighyr. Scorre inizialmente in direzione prevalentemente settentrionale attraverso la steppa kazaka. Lungo il fiume si trova l'omonimo bacino di Kurty. Ad Aqshi, parte dell'acqua del fiume viene deviata attraverso canali per l'irrigazione e l'approvvigionamento idrico locale. Le acque rimaste continuano il loro percorso in direzione nord-est, raggiungendo infine il corso superiore dell'Ili inferiore. Il Kurty ha una lunghezza di 123 km. Il suo bacino idrografico, delimitato dal Trans-Ili Alatau a sud, dai monti Shetishol a sud-ovest e dai monti Chu-Ili a nord-ovest, copre una superficie di 12.500 km².